# Cora Madou
Cora Madou (Jeanne Odaglia) (ur. 5 stycznia 1891 w Marsylii, zm. 26 lutego 1971 w Villefranche-sur-Mer) – francuska piosenkarka, przedstawicielka nurtu Chanson réaliste.
Rozpoczęła karierę po 1910 roku w Marsylii. W 1919 roku przeniosła się do Paryża i zaczęła występować w teatrach takich jak Bataclan oraz w kabaretach, głównie w kabarecie Nilsona Fyschera. 
Styl wykonywanych przez nią piosenek kontrastował ze stylem gwiazd tamtych czasów. Występowała na małych scenach, by bezpośrednio komunikować się z publicznością, która specjalnie przychodziła na jej występy dla owianych tajemniczością piosenek.
Jako charakterystyczna postać bohemy paryskiej lat. 20. pojawiła się na wielu afiszach autorstwa plakacisty Paula Colin. W 1937 roku wyszła za mąż za kompozytora piosenek Vincenta Scotto. Podczas występów, na których wykonywała piosenki autorstwa Scotto, mąż towarzyszył jej grając na gitarze.
Piosenki w jej interpretacjach pojawiły się na wielu płytach, a także w popularnych edycjach nutowych.
W późnych latach 30. nagle zakończyła karierę artystyczną. W 1938 roku wyszła za mąż za ministra lotnictwa Guya La Chambre. 

## Repertuar
- Adieu, Venise provençale
- Cane, Cane, Canebière
- Comme un mouchoir de poche
- Dans ma petite calanque
- Ecoute ma guitare
- Il n'y en a qu'un
- J'aime la mer comme une femme
- J'ai rêvé d'une fleur
- Les Pescadous, ouh! ouh!
- Le Plus Beau Tango du monde
- Marche des petits facteurs
- Tu m'fais rire
- Un Petit cabanon
- Vous avez l'éclat de la rose
- Y en a qu'un dans Marseille[5]

## Wybrana dyskografia
- Cora Madou, Indisponible ;  BL-GI-1480[6]
- Cora Madou – 1926–1935 - album kompilacyjny; wyd. Chansophone (1996)[7]